# Waubun, Minnesota
Waubun, Minnesota (енгл. Waubun) град је у америчкој савезној држави Минесота.

## Демографија
По попису из 2010. године број становника је 400, што је 3 (-0,7%) становника мање него 2000. године.
| Група             | 2000.       | 2010.       |
| Белци             | 269 (66,7%) | 184 (46,0%) |
| Афроамериканци    | 0 (0,0%)    | 1 (0,3%)    |
| Азијати           | 0 (0,0%)    | 1 (0,3%)    |
| Хиспаноамериканци | 1 (0,2%)    | 8 (2,0%)    |
| Укупно            | 403         | 400         |